# Oliver Neuville
Oliver Neuville (født 1. maj 1973 i Locarno, Schweiz) er en tysk tidligere fodboldspiller, der gennem karrieren spillede for blandt andet Servette FC, CD Tenerife, Hansa Rostock, Bayer Leverkusen og Borussia Mönchengladbach. 
Han nåede at spille 69 landskampe for Tyskland og scorede ti mål.